# Maria Teresa Scrilli
Maria Scrilli, S.N.S.C., řeholním jménem Maria Teresa od Ježíše (15. května 1825 Montevarchi – 14. listopadu 1889 Florencie) byla italská římskokatolická řeholnice, zakladatelka a členka kongregace Sester Panny Marie Karmelské. Katolická církev ji uctívá jako blahoslavenou.

## Život
Narodila se dne 15. května 1825 v Montevarchi jako druhé dítě do domácnosti. Pokřtěna byla ještě v den svého narození. Její rodiče, kteří doufali v mužského potomka k ní neprojevovali příliš mnoho náklonnosti.
Během dospívání ji postihla těžká nemoc, kvůli které byla upoutána na lůžko, ale nakonec se uzdravila. Během dlouhé rekonvalescence se rozhodla pro řeholní život a dne 28. května 1846 vstoupila navzdory protestům jejích rodičů do karmelitánského kláštera Santa Maria Maddalena de' Pazzi. Z kláštera však po čase odešla.
Věnovala se výchově mladých dívek, otevřela a provozovala malou dívčí školu. Poté, co byla její malá škola úspěšná, byla pověřena vedením větší školy Scuole Normali Leopoldine.
Začala připravovat založení nové kongregace. Poté, co získala souhlas místního biskupa a velkovévody toskánského Leopolda II. založila dne 15. října 1854 v Montevarchi ženskou řeholní kongregaci Sester Panny Marie Karmelské. Do kongregace také sama vstoupila a přijala řeholní jméno Maria Teresa od Ježíše, na počest sv. Tereze z Ávily.
Založila novou školu, provozovanou její kongregací, která však byla dne 30. listopadu 1859 během období politického antiklerikalizmu zavřena.
Dne 18. března 1878 se se svojí kongregací přestěhovala do Florencie, kde se svolením arcibiskupa florentského Eugenia Cecconiho založila nový řeholní dům a školu.

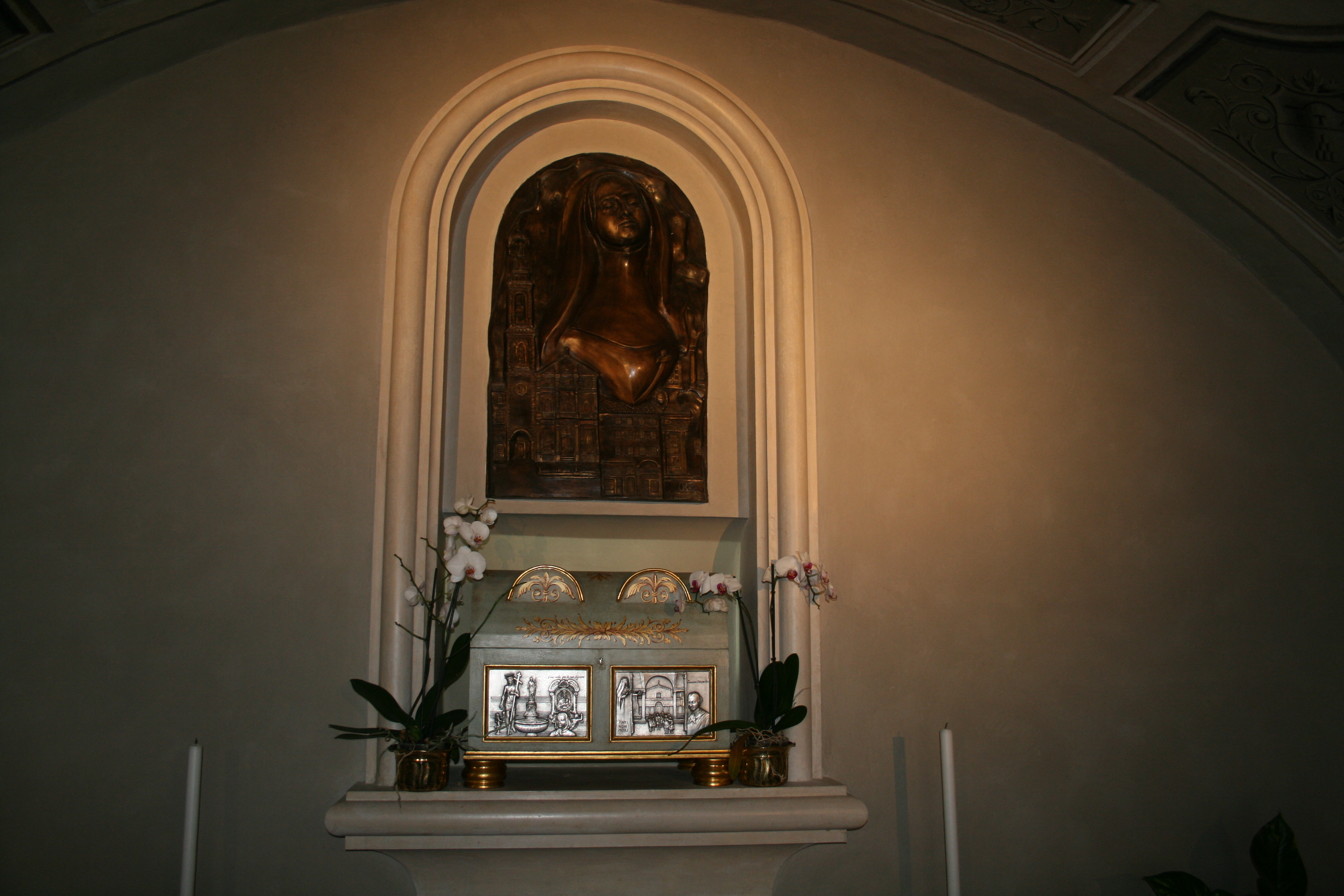
Její relikviář v kolegiátním kostele San Lorenzo v Montevarchi

Zemřela dne 14. listopadu 1889 ve Florencii.

## Úcta
Její beatifikační proces započal dne 3. listopadu 1988, čímž obdržela titul služebnice Boží. Dne 20. prosince 2003 ji papež sv. Jan Pavel II. podepsáním dekretu o jejích hrdinských ctnostech prohlásil za ctihodnou. Dne 19. prosince 2005 byl uznán zázrak na její přímluvu, potřebný pro její blahořečení.
Blahořečena pak byla dne 8. října 2006 v římském amfiteátru ve Fiesole. Obřadu předsedal jménem papeže Benedikta XVI. kardinál José Saraiva Martins.
Její památka je připomínána 14. listopadu. Bývá zobrazována v řeholním oděvu.